# 東林肯鎮區 (愛荷華州米切爾縣)
東林肯鎮區（英語：East Lincoln Township）是位於美國愛荷華州米切爾縣的一個行政鎮區。

## 地方資料
根據2010年美國人口普查的數據，東林肯鎮區的面積為55.85平方千米，當中陸地面積為55.85平方千米，而水域面積為0.00平方千米。當地共有人口159人，而人口密度為每平方千米2.85人。